# 岡八朗
岡 八朗（おか はちろう、本名・市岡 輝夫〔いちおか てるお〕、1938年〈昭和13年〉4月16日 - 2005年〈平成17年〉7月26日）は、日本の喜劇俳優。2003年（平成15年）4月16日以前の芸名は「岡 八郎」。兵庫県尼崎市出身。長女はゴスペル歌手の市岡裕子。
盟友の花紀京と共に吉本新喜劇の二大巨星と呼ばれ、新喜劇の黄金時代を築いて長きに渡って君臨した。

## 略伝
父は喜劇役者で幼少から芸事に触れる。
1958年（昭和33年）、宝塚映画製作所の大部屋に入るが1年で退社。花菱アチャコに師事、師匠の薦めで1959年（昭和34年）4月に吉本新喜劇へ第1期生として入団。入団当初は本名の「市岡輝夫」のまま吉本新喜劇の前身である吉本ヴァラエティやステレオコントの舞台に上がる。
1960年（昭和35年）4月に漫才に転向し、コンビを解消して一人になっていた浅草四郎とコンビを組むが1968年に四郎が自殺、一時千土地興行に移籍したこともあったが、後吉本興業に戻り役者を諦めきれず復帰して座長に就任。主に花紀京、船場太郎、山田スミ子、原哲男、のちには木村進、間寛平らと共に活躍した。
その風貌から「奥目の八ちゃん」と親しまれ、「くっさー」、「えげつなー」、「隙があったらかかってこんかい!」、「ガオーっ」等の定番ギャグを多数持つ。明石家さんまや間寛平らはこれらの定番ギャグを現在でも使用している。
新喜劇では、昔ながらの大衆食堂の店主、あるいはの工事現場の労働者などの役回りが多く、二枚看板の花紀とは特に息の合ったかけあいを披露して、多くのファンを魅了した。
しかし舞台上での立ち振る舞いとは逆に、実は極度のあがり症で出番前の極度の緊張を紛らわすために多量の飲酒することが多くなり、私生活でも「一にも二にも三にも健康法は酒です」と本人が語る程の酒好きであった。結果的にこれが祟り、長年アルコール依存症を患うこととなった。さらにアルコール依存症の他にも私生活でのトラブルも多く、30歳で結核を患い、1993年（平成5年）には胃癌、1995年（平成7年）には急性膵炎、1996年（平成8年）には自宅で転倒し脳挫傷に、さらに妻の自殺、長男（もアルコール依存症だった）の急死と不幸が続いた。アルコール依存症克服後も娘の裕子に会いに渡米した帰りの機内で飲酒し、これを知った裕子に絶縁を宣言されたこともあった。
脳挫傷の後遺症は記憶障害という喜劇役者としては致命的なダメージを背負うことになり、台詞が覚えられず、以後事実上の引退状態になった。とはいえ岡の舞台に立ちたいという本人の意志は強く、2002年（平成14年）12月18日に芸能生活45周年記念リサイタル「岡八我王（ガオー）伝説」をなんばグランド花月で行った。この公演では弟子のオール阪神・巨人の巨人らとの新喜劇、帰国した裕子との父娘漫才を披露した。
2003年（平成15年）には心機一転、芸名を「岡 八郎」から「岡 八朗」に変えるなど、舞台に対する意欲をみせていたが、2005年（平成17年）7月26日、肺炎による呼吸器不全のため、兵庫県尼崎市内の病院で死去した。戒名は笑輝院一道禅圓居士。
死去する10日前の7月16日には大阪市で開かれたオール阪神・巨人の漫才コンビ結成30年記念公演に出演。舞台では阪神・巨人、けんた・ゆうたらの思い出話を披露した。これが生前最後の舞台となった。

## 生涯
- 尼崎市立尼崎高等学校（高校時代はラグビー部員だった）を卒業後、2年間サラリーマン生活をおくる。
- 俳優志望だったので、宝塚映画の研究生になる。
- 1959年（昭和34年）、花菱アチャコの推薦で吉本新喜劇に入団（第1期）。
- 1960年（昭和35年）、浅草四郎と漫才コンビを結成し、漫才師に転向。「岡 八郎」と改名。
- 1966年（昭和41年）、相方との死別によりコンビ解消。吉本新喜劇に復帰。まもなく座長となる。
- 1989年（平成元年）、「新喜劇やめよッカナ?キャンペーン」がきっかけで吉本新喜劇を退団。以降は同じく退団した花紀京、原哲男らと地方公演の新喜劇に不定期で出演。また俳優としても活動する。
- 1993年（平成5年）、胃癌を手術するが、克服し復帰。また、長年、アルコール依存症に苦しんでいたが、家族の協力を得てこれも克服。その過程を「泣いた分だけ笑わしたる！」に著す。
- 2002年（平成14年）12月18日、芸能生活45周年記念リサイタル「岡八我王（ガオー）伝説」を行う。
- 2003年（平成15年）4月26日、65歳の誕生日に心機一転を図るために芸名を「岡 八郎」から「岡 八朗」に改名。
- 2005年（平成17年）7月26日、肺炎による呼吸器不全のため兵庫県尼崎市内の病院で死去。67歳没。
- 2012年（平成24年）、第16回上方演芸の殿堂入り

## ギャグ
- 観客に尻向け人差し指で尻をかき、その指を鼻へ持ってゆき顔をしかめて「くっさー」または短く「くさー」
- 大変だ、という強調語で「えげつなー」「いやらしー」
- 人情話に絆され舞台は涙の場面、そこで八ちゃん号泣、「がお〜」
- 「この構えに、スキがあったらな〜、どっからなりとも、」、間をおいて決めポーズ（引け腰の弱そうなポーズ）、「かかってこんかい！」
- 悪役が絡んでくるのに対し凄みを利かせ、「俺はこうみえても、学生時代、ピンポンやっとったんや」
- やはり、悪役が絡むのに対して、「言うとくけど、空手もやっとるんや」（空手と聞いて、相手がひるむ）「ま、これは、通信教育やけどな」→周囲がコケる。
- 初対面であっても女性と見るなり「◯◯さん、僕と結婚して下さい。」その後で「僕は綺麗な女性を見ると結婚を申し込むというシステムになってるんです。」
- 「只今、ご紹介にあずかりました大川橋蔵でございます」。「おかはちろう」と「おおかわはしぞう」の名前の音が似ているだけの二枚目役者の名前を名乗るというギャグ。
- 女性から手紙を貰い、「前略、八朗様。お前はアホか。さようなら」。
- 「奥目のはっちゃん」のあだ名で親しまれた通り、目を栓抜きの様にしてビールの栓を開けるギャグや手紙や雑誌を読む時、顔をそれにひっつけて読むギャグ（「この方が焦点距離が合うんや」と言う）も定番。
- ピストルを持った強盗に凄んでみせ、銃声と同時に目を押さえる。共演者が「目ぇ撃たれたんか?」と心配すると、「ピストルの弾丸を目で受け止めたんや」と言って弾丸を投げ捨てる。新喜劇の後輩に当たるレイザーラモンHGも、弾丸を股間で弾き返すギャグをやった。
- びっくりした時や困った時に両手を広げて欧米人のように「オーノー!」というアクションをとる。
- 「べっぴんさん、べっぴんさん、ひとつ飛ばしてべっぴんさん」つかみのギャグ。現代の若手芸人もよく引用する。

## 出演作品

### テレビ番組
- お笑いゴールデン劇場（毎日放送）

### テレビドラマ
- 銭形平次 第235話「河内念仏」（1970年、フジテレビ）、第286話「お母(か)んかんにん」（1971年、フジテレビ）
- 長谷川伸シリーズ第13話「旅の馬鹿安」（1972年、NET） - 上方訛の男 役
- 吉宗評判記 暴れん坊将軍第76話「正体見たり枯尾花」（1979年、テレビ朝日） - 万吉 役
- 源九郎旅日記 葵の暴れん坊 第13話「葵咲かせた白頭巾」（1982年、テレビ朝日）- 喜助
- 新・なにわの源蔵事件帳 最終話「大浪花似顔活人形」（1984年、NHK）
- 弐十手物語 第11話「六人の容疑者」（1984年、フジテレビ）
- 連続テレビ小説純ちゃんの応援歌（1988年、NHK）−「浜風荘」板場 垣本和平 役
- ドラマ新銀河（NHK）
  - くろしおの恋人たち（1994年） - 佐野 役
- 古畑任三郎 第3シリーズ第30回「古畑、風邪をひく」（1999年、フジテレビ）- 鵜飼助役 役

### 映画
- 色ごと師春団治（1965年、東映京都）
- 幕末てなもんや大騒動（1967年、東宝）
- 透明剣士（1970年、大映京都）
- 関東テキヤ一家 天王寺の決斗（1970年、東映）
- 喜劇 あゝ独身（1970年、大映京都）
- 関東テキヤ一家 喧嘩火祭り(1971年、東映)
- 温泉みみず芸者 (1971年、東映京都)
- 女番長ブルース 牝蜂の挑戦（1972年、東映）
- 女番長ゲリラ（1972年、東映）
- 徳川セックス禁止令 色情大名 (1972年、東映京都)
- エロ将軍と二十一人の愛妾 (1972年、東映東京)
- 舞妓はんだよ全員集合!!(1972年、松竹)
- ヤングおー!おー! 日本のジョウシキでーす!（1973年、東映京都）
- 不良姐御伝 猪の鹿お蝶（1973年、東映京都）
- 女囚やくざ（1974年、東映京都）
- 喜劇 特出しヒモ天国（1975年、東映）
- 五月みどりのかまきり夫人の告白 （1975年、東映京都）
- テキヤの石松（1976年、東映京都）
- 炎のごとく（1981年、東宝）
- ミナミの帝王劇場版partⅨ 保険金横領（1997年）

### ドキュメンタリー
- にんげんドキュメント「もういっぺん笑わしたる」（2003年1月30日、NHK総合テレビ）[2]

### ラジオドラマ
- FMシアター「夫婦うどん」（2002年11月30日、NHK-FM）

### CM
- 古見屋の羊羹「高瀬舟」（山陽放送）

## 音楽作品
- 目は人間のマナコなり（1970年、テイチク　A-58）

作詞：香川登志緒、作曲：すぎやまこういち。曲中でフェリックス・メンデルスゾーン「春の歌」を引用。
B面は『チャルメラ人生』

## 著書
- 『只今、ご紹介にあずかりました岡八郎でございます。』データハウス、1986年4月16日。ISBN 9784924442283。
- 岡八朗、市岡裕子著『泣いた分だけ笑わしたる：アルコール依存症から脱出した八ちゃんの奮闘記』 （マガジンハウス,2003年6月）ISBN 4838714416

## DVD
- 蔵出し名作吉本新喜劇 岡八郎

## 弟子
- オール阪神・巨人
- おかけんた・ゆうた
- 木村明
- 小林一郎

## 演じた俳優
- 千原せいじ（千原兄弟）（舞台「吉本百年物語 これで誕生! 吉本新喜劇」、2012年）
- 川畑泰史 - 舞台「吉本新喜劇 蘇れ京八 泥棒と鈴」、2012年
- 有薗芳記(Netflixオリジナルドラマ「Jimmy〜アホみたいなホンマの話〜」、2018年)